# Cupa Campionilor Europeni 1966-1967
Ediția a douăsprezecea a Cupei Campionilor Europeni, desfășurată în sezonul 1966-1967 a fost câștigată, pentru prima oară, de Celtic FC Glasgow care a învins în finală pe Internazionale Milano. Deținătoarea trofeului, Real Madrid a fost eliminată în sferturile de finală. Celtic a fost prima echipă britanică și singura echipă scoțiană care a câștigat vreodată competiția.

## Preliminarii
| Echipa 1            | Total  | Echipa 2                | Turul I | Turul II | Baraj |
| ------------------- | ------ | ----------------------- | ------- | -------- | ----- |
| Waterford FC        | 1 – 12 | ZSK Vorwärts Berlin     | 1 – 6   | 0 – 6    |       |
| Sliema Wanderers FC | 1 – 6  | ȚSKA Steagul Roșu Sofia | 1 – 2   | 0 – 4    |       |

### Turul I
| Waterford FC | 1 – 6   | ZSK Vorwärts Berlin                                      |
| ------------ | ------- | -------------------------------------------------------- |
| Lynch 65'    | Detalii | Piepenburg 7', 78', 83' Nachtigall 10', 37' Fräßdorf 62' |

| Sliema Wanderers FC | 1 – 2   | ȚSKA Steagul Roșu Sofia |
| ------------------- | ------- | ----------------------- |
| Cini 58'            | Detalii | Yakimov 20', 54' (pen.) |

### Turul II
| ZSK Vorwärts Berlin                                       | 6 – 0   | Waterford FC |
| --------------------------------------------------------- | ------- | ------------ |
| Wruck 5' Müller 23', 72' Piepenburg 62', 80' Großheim 75' | Detalii |              |

ZSK Vorwärts Berlin s-a calificat cu scorul general 12–1.
| ȚSKA Steagul Roșu Sofia                                | 4 – 0   | Sliema Wanderers FC |
| ------------------------------------------------------ | ------- | ------------------- |
| Zafirov 37' Yakimov 41' (pen.) Nikodimov 65' Țanev 78' | Detalii |                     |

ȚSKA Steagul Roșu Sofia s-a calificat cu scorul general 4–1.

## Șaisprezecimi de finală
| Echipa 1                     | Total  | Echipa 2                    | Turul I | Turul II | Baraj |
| ---------------------------- | ------ | --------------------------- | ------- | -------- | ----- |
| FC Aris Bonnevoie            | 4 – 9  | Linfield FC Belfast         | 3 – 3   | 1 – 6    |       |
| ESV Admira-NÖ Energie Viena  | 0 – 1  | FK Vojvodina Novi Sad       | 0 – 1   | 0 – 0    |       |
| Knattspyrnufélag Reykjavíkur | 4 – 8  | FC Nantes                   | 2 – 3   | 2 – 5    |       |
| FC Haka Valkeakoski          | 1 – 13 | RSC Anderlecht Bruxelles    | 1 – 10  | 0 – 2    |       |
| TSV 1860 München             | 10 – 1 | AC Omonia Nicosia           | 8 – 0   | 2 – 1    |       |
| Esbjerg fB                   | 0 – 6  | VTJ Dukla Praga             | 0 – 2   | 0 – 4    |       |
| AFC Ajax Amsterdam           | 4 – 1  | Beşiktaş JK Istanbul        | 2 – 0   | 2 – 1    |       |
| Celtic FC Glasgow            | 5 – 0  | FC Zürich                   | 2 – 0   | 3 – 0    |       |
| ȚSKA Steagul Roșu Sofia      | 3 – 2  | Olympiacos SF Pireu         | 3 – 1   | 0 – 1    |       |
| KS Górnik Zabrze             | 3 – 3  | ZSK Vorwärts Berlin         | 2 – 1   | 1 – 2    | 3 – 1 |
| FC Internazionale Milano     | 1 – 0  | FC Torpedo Moscova          | 1 – 0   | 0 – 0    |       |
| FC Liverpool                 | 3 – 3  | FC Petrolul Ploiești        | 2 – 0   | 1 – 3    | 2 – 0 |
| Malmö FF                     | 1 – 5  | Club Atlético de Madrid SAD | 0 – 2   | 1 – 3    |       |
| Vasas SC Budapesta           | 7 – 0  | Sporting CP Lisabona        | 5 – 0   | 2 – 0    |       |

Calificate direct: Real Madrid CF (deținătoarea trofeului) și Vålerenga IF Oslo (deoarece 17 Nentori Tirana s-a retras).

### Turul I
| FC Aris Bonnevoie                  | 3 – 3   | Linfield FC Belfast              |
| ---------------------------------- | ------- | -------------------------------- |
| Heger 1' Hoffmann 60' Kirchens 68' | Detalii | Hamilton 33' Scott 48' Pavis 58' |

| ESV Admira-NÖ Energie Viena | 0 – 1   | FK Vojvodina Novi Sad |
| --------------------------- | ------- | --------------------- |
|                             | Detalii | Takač 79'             |

| Knattspyrnufélag Reykjavíkur | 2 – 3   | FC Nantes                |
| ---------------------------- | ------- | ------------------------ |
| Schram 43' (pen.), 82'       | Detalii | Gondet 6', 62' Simon 10' |

| FC Haka Valkeakoski | 1 – 10  | RSC Anderlecht Bruxelles                                                     |
| ------------------- | ------- | ---------------------------------------------------------------------------- |
| Mäkilä 5'           | Detalii | Van Himst 6', 12', 26', 52', 58' Devrindt 16', 42', 75' Puis 31' Cayuela 40' |

| TSV 1860 München                                             | 8 – 0   | AC Omonia Nicosia |
| ------------------------------------------------------------ | ------- | ----------------- |
| Konietzka 5', 20', 55', 77' Küppers 8', 35' Kohlars 25', 64' | Detalii |                   |

| Esbjerg fB | 0 – 2   | VTJ Dukla Praga               |
| ---------- | ------- | ----------------------------- |
|            | Detalii | Enemark 63' (a.g.) Dvořák 67' |

| AFC Ajax Amsterdam    | 2 – 0   | Beşiktaş JK Istanbul |
| --------------------- | ------- | -------------------- |
| Keizer 11' Muller 86' | Detalii |                      |

| Celtic FC Glasgow       | 2 – 0   | FC Zürich |
| ----------------------- | ------- | --------- |
| Gemmell 61' McBride 69' | Detalii |           |

| ȚSKA Steagul Roșu Sofia         | 3 – 1   | Olympiacos SF Pireu |
| ------------------------------- | ------- | ------------------- |
| Penev 64' Vasilev 81' Țanev 90' | Detalii | Papazoglou 30'      |

| KS Górnik Zabrze | 2 – 1   | ZSK Vorwärts Berlin |
| ---------------- | ------- | ------------------- |
| Pol 38', 71'     | Detalii | Fräßdorf 57'        |

| FC Internazionale Milano | 1 – 0   | FC Torpedo Moscova |
| ------------------------ | ------- | ------------------ |
| Voronin 63' (a.g.)       | Detalii |                    |

| FC Liverpool               | 2 – 0   | FC Petrolul Ploiești |
| -------------------------- | ------- | -------------------- |
| St. John 65' Callaghan 80' | Detalii |                      |

| Malmö FF | 0 – 2   | Club Atlético de Madrid SAD |
| -------- | ------- | --------------------------- |
|          | Detalii | Cardona 43' Aragonés 44'    |

| Vasas SC Budapesta                        | 5 – 0   | Sporting CP Lisabona |
| ----------------------------------------- | ------- | -------------------- |
| Bakos 29' Farkas 52', 64' Puskás 57', 89' | Detalii |                      |

### Turul II
| Linfield FC Belfast                          | 6 – 1   | FC Aris Bonnevoie |
| -------------------------------------------- | ------- | ----------------- |
| Thomas 8', 24', 70' Scott 16', 82' Pavis 81' | Detalii | Schreiner 83'     |

Linfield FC Belfast s-a calificat cu scorul general 9–4.
| FK Vojvodina Novi Sad | 0 – 0   | ESV Admira-NÖ Energie Viena |
| --------------------- | ------- | --------------------------- |
| Sekereš 40'           | Detalii |                             |

FK Vojvodina Novi Sad s-a calificat cu scorul general 1–0.
| AC Omonia Nicosia | 1 – 2   | TSV 1860 München                   |
| ----------------- | ------- | ---------------------------------- |
| Charalambous 79'  | Detalii | Kohlars 33' Brunnenmeier 60' (pen) |

TSV 1860 München s-a calificat cu scorul general 10–1.
| RSC Anderlecht Bruxelles   | 2 – 0   | FC Haka Valkeakoski |
| -------------------------- | ------- | ------------------- |
| Van Himst 25' Devrindt 61' | Detalii |                     |

RSC Anderlecht Bruxelles s-a calificat cu scorul general 12–1.
| VTJ Dukla Praga                         | 4 – 0   | Esbjerg fB |
| --------------------------------------- | ------- | ---------- |
| Štrunc 17' Vacenovský 43', 57' Mráz 47' | Detalii |            |

VTJ Dukla Praga s-a calificat cu scorul general 6–0.
| FC Nantes                                                    | 5 – 2   | Knattspyrnufélag Reykjavíkur |
| ------------------------------------------------------------ | ------- | ---------------------------- |
| Suaudeau 8' Simon 9' Magny 42', 65' Michel 62' Kovačević 85' | Detalii | Baldvinsson 58' Markan 77'   |

FC Nantes s-a calificat cu scorul general 8–4.
| Beşiktaş JK Istanbul | 1 – 2   | AFC Ajax Amsterdam   |
| -------------------- | ------- | -------------------- |
| Karadoğan 53'        | Detalii | Swart 89' Keizer 60' |

AFC Ajax Amsterdam s-a calificat cu scorul general 4–1.
| FC Zürich | 0 – 3   | Celtic FC Glasgow                    |
| --------- | ------- | ------------------------------------ |
|           | Detalii | Gemmell 22', 48' (pen.) Chalmers 39' |

Celtic FC Glasgow s-a calificat cu scorul general 5–0.
| Olympiacos SF Pireu              | 1 – 0   | ȚSKA Steagul Roșu Sofia |
| -------------------------------- | ------- | ----------------------- |
| Sideris 14' (pen.) · Botinos 83' | Detalii |                         |

ȚSKA Steagul Roșu Sofia s-a calificat cu scorul general 3–2.
| ZSK Vorwärts Berlin        | 2 – 1   | KS Górnik Zabrze |
| -------------------------- | ------- | ---------------- |
| Piepenburg 21' Nöldner 31' | Detalii | Lubański 38'     |

La scorul general 3-3 s-a disputat un meci de baraj.
| FC Torpedo Moscova | 0 – 0   | FC Internazionale Milano |
| ------------------ | ------- | ------------------------ |
|                    | Detalii |                          |

FC Internazionale Milano s-a calificat cu scorul general 1–0.
| FC Petrolul Ploiești                               | 3 – 1   | FC Liverpool |
| -------------------------------------------------- | ------- | ------------ |
| Moldoveanu 36' · Boc 59' · Dridea 65' · Florea 88' | Detalii | Hunt 50'     |

La scorul general 3-3 s-a disputat un meci de baraj.
| Club Atlético de Madrid SAD           | 3 – 1   | Malmö FF  |
| ------------------------------------- | ------- | --------- |
| Aragonés 14' Mendonça 57' Urtiaga 66' | Detalii | Svahn 19' |

Club Atlético de Madrid SAD s-a calificat cu scorul general 5–1.
| Sporting CP Lisabona | 0 – 2   | Vasas SC Budapesta    |
| -------------------- | ------- | --------------------- |
|                      | Detalii | Pál II 80' Puskás 89' |

Vasas SC Budapesta s-a calificat cu scorul general 7–0.

### Baraj
| KS Górnik Zabrze         | 3 – 1   | ZSK Vorwärts Berlin |
| ------------------------ | ------- | ------------------- |
| Lubański 7', 54' Pol 22' | Detalii | Kalinke 74'         |

KS Górnik Zabrze s-a calificat
| FC Liverpool              | 2 – 0   | FC Petrolul Ploiești |
| ------------------------- | ------- | -------------------- |
| St. John 15' Thompson 45' | Detalii |                      |

FC Liverpool s-a calificat

## Optimi de finală
| Echipa 1                 | Total | Echipa 2                    | Turul I | Turul II | Baraj |
| ------------------------ | ----- | --------------------------- | ------- | -------- | ----- |
| Vålerenga IF Oslo        | 2 – 5 | Linfield FC Belfast         | 1 – 4   | 1 – 1    |       |
| FC Internazionale Milano | 4 – 1 | Vasas SC Budapesta          | 2 – 1   | 2 – 0    |       |
| FK Vojvodina Novi Sad    | 3 – 3 | Club Atlético de Madrid SAD | 3 – 1   | 0 – 2    | 3 – 2 |
| VTJ Dukla Praga          | 6 – 2 | RSC Anderlecht Bruxelles    | 4 – 1   | 2 – 1    |       |
| TSV 1860 München         | 2 – 3 | Real Madrid CF              | 1 – 0   | 1 – 3    |       |
| ȚSKA Steagul Roșu Sofia  | 4 – 3 | KS Górnik Zabrze            | 4 – 0   | 0 – 3    |       |
| FC Nantes                | 2 – 6 | Celtic FC Glasgow           | 1 – 3   | 1 – 3    |       |
| AFC Ajax Amsterdam       | 7 – 3 | FC Liverpool                | 5 – 1   | 2 – 2    |       |

### Turul I
| Vålerenga IF Oslo | 1 – 4   | Linfield FC Belfast                               |
| ----------------- | ------- | ------------------------------------------------- |
| Larsen 8'         | Detalii | Scott 23' Pavis 25' Thomas 27' (pen.) Shields 33' |

| FC Internazionale Milano | 2 – 1   | Vasas SC Budapesta |
| ------------------------ | ------- | ------------------ |
| Soldo 59' Corso 86'      | Detalii | Puskás 82'         |

| FK Vojvodina Novi Sad               | 3 – 1   | Club Atlético de Madrid SAD |
| ----------------------------------- | ------- | --------------------------- |
| Takač 3' Pantelić 73' 73' Brzić 80' | Detalii | Aragonés 55'                |

| VTJ Dukla Praga                         | 4 – 1   | RSC Anderlecht Bruxelles |
| --------------------------------------- | ------- | ------------------------ |
| Masopust 27' Nedorost 44' (62) Mráz 48' | Detalii | Mulder 15'               |

| TSV 1860 München | 1 – 0   | Real Madrid CF |
| ---------------- | ------- | -------------- |
| Küppers 38'      | Detalii |                |

| ȚSKA Steagul Roșu Sofia                          | 4 – 0   | KS Górnik Zabrze |
| ------------------------------------------------ | ------- | ---------------- |
| Marashliev 31', 44' Țanev 71' (pen.) Vasilev 89' | Detalii |                  |

| FC Nantes | 1 – 3   | Celtic FC Glasgow                   |
| --------- | ------- | ----------------------------------- |
| Magny 17' | Detalii | Murdoch 23' Lennox 50' Chalmers 66' |

| AFC Ajax Amsterdam                                | 5 – 1   | FC Liverpool |
| ------------------------------------------------- | ------- | ------------ |
| de Wolf 3' Cruijff 16' Nuninga 38', 42' Groot 77' | Detalii | Lawler 90'   |

### Turul II
| Linfield FC Belfast | 1 – 1   | Vålerenga IF Oslo |
| ------------------- | ------- | ----------------- |
| Thomas 20'          | Detalii | Larsen 82'        |

Linfield FC Belfast s-a calificat cu scorul general 5–2.
| Real Madrid CF                  | 3 – 1   | TSV 1860 München |
| ------------------------------- | ------- | ---------------- |
| Grosso 21' Veloso 33' Pirri 52' | Detalii | Brunnenmeier 12' |

Real Madrid CF s-a calificat cu scorul general 3–2.
| RSC Anderlecht Bruxelles | 1 – 2   | VTJ Dukla Praga       |
| ------------------------ | ------- | --------------------- |
| Mulder 58'               | Detalii | Nedorost 41' Mráz 69' |

VTJ Dukla Praga s-a calificat cu scorul general 6–2.
| KS Górnik Zabrze          | 3 – 0   | ȚSKA Steagul Roșu Sofia |
| ------------------------- | ------- | ----------------------- |
| Szołtysik 1' Pol 26', 44' | Detalii |                         |

ȚSKA Steagul Roșu Sofia s-a calificat cu scorul general 4–3.
| Celtic FC Glasgow                     | 3 – 1   | FC Nantes   |
| ------------------------------------- | ------- | ----------- |
| Johnstone 13' Chalmers 56' Lennox 78' | Detalii | Georgin 43' |

Celtic FC Glasgow s-a calificat cu scorul general 6–2.
| Vasas SC Budapesta | 0 – 2   | FC Internazionale Milano |
| ------------------ | ------- | ------------------------ |
|                    | Detalii | Mazzola 40', 66'         |

FC Internazionale Milano s-a calificat cu scorul general 2–1.
| Club Atlético de Madrid SAD      | 2 – 0   | FK Vojvodina Novi Sad |
| -------------------------------- | ------- | --------------------- |
| Aragonés 35' (pen.) Adelardo 44' | Detalii |                       |

La scorul general 3-3 s-a disputat un meci de baraj.
| FC Liverpool  | 2 – 2   | AFC Ajax Amsterdam |
| ------------- | ------- | ------------------ |
| Hunt 55', 86' | Detalii | Cruijff 49', 71'   |

AFC Ajax Amsterdam s-a calificat cu scorul general 7–3.

### Baraj
| Club Atlético de Madrid SAD | 2 – 3   | FK Vojvodina Novi Sad                                      |
| --------------------------- | ------- | ---------------------------------------------------------- |
| Adelardo 3' Collar 5'       | Detalii | Takač 24', 102' · Radović 67' · Trivić 115' · Pušibrk 115' |

FK Vojvodina Novi Sad s-a calificat.

## Sferturi de finală
| Echipa 1                 | Total | Echipa 2                | Turul I | Turul II | Baraj |
| ------------------------ | ----- | ----------------------- | ------- | -------- | ----- |
| FC Internazionale Milano | 3 – 0 | Real Madrid CF          | 1 – 0   | 2 – 0    |       |
| FK Vojvodina Novi Sad    | 1 – 2 | Celtic FC Glasgow       | 1 – 0   | 0 – 2    |       |
| AFC Ajax Amsterdam       | 2 – 3 | VTJ Dukla Praga         | 1 – 1   | 1 – 2    |       |
| Linfield FC Belfast      | 2 – 3 | ȚSKA Steagul Roșu Sofia | 2 – 2   | 0 – 1    |       |

### Turul I
| FC Internazionale Milano | 1 – 0   | Real Madrid CF |
| ------------------------ | ------- | -------------- |
| Cappellini 54'           | Detalii |                |

| FK Vojvodina Novi Sad | 1 – 0   | Celtic FC Glasgow |
| --------------------- | ------- | ----------------- |
| Stanić 70'            | Detalii |                   |

| AFC Ajax Amsterdam | 1 – 1   | VTJ Dukla Praga |
| ------------------ | ------- | --------------- |
| Swart 50'          | Detalii | Mráz 61'        |

| Linfield FC Belfast      | 2 – 2   | ȚSKA Steagul Roșu Sofia |
| ------------------------ | ------- | ----------------------- |
| Hamilton 40' Shields 43' | Detalii | Romanov 2', 63'         |

### Turul II
| Real Madrid CF | 0 – 2   | FC Internazionale Milano       |
| -------------- | ------- | ------------------------------ |
|                | Detalii | Cappellini 24' Zoco 57' (a.g.) |

FC Internazionale Milano s-a calificat cu scorul general 3–0.
| Celtic FC Glasgow        | 2 – 0   | FK Vojvodina Novi Sad |
| ------------------------ | ------- | --------------------- |
| Chalmers 58' McNeill 90' | Detalii |                       |

Celtic FC Glasgow s-a calificat cu scorul general 2–1.
| VTJ Dukla Praga                        | 2 – 1   | AFC Ajax Amsterdam |
| -------------------------------------- | ------- | ------------------ |
| Štrunc 72' (pen.) Soetekouw 87' (a.g.) | Detalii | Swart 65'          |

VTJ Dukla Praga s-a calificat cu scorul general 3–2.
| ȚSKA Steagul Roșu Sofia | 1 – 0   | Linfield FC Belfast |
| ----------------------- | ------- | ------------------- |
| Yakimov 54'             | Detalii |                     |

ȚSKA Steagul Roșu Sofia s-a calificat cu scorul general 3–2.

## Semifinale
| Echipa 1                 | Total | Echipa 2                | Turul I | Turul II | Baraj |
| ------------------------ | ----- | ----------------------- | ------- | -------- | ----- |
| Celtic FC Glasgow        | 3 – 1 | VTJ Dukla Praga         | 3 – 1   | 0 – 0    |       |
| FC Internazionale Milano | 2 – 2 | ȚSKA Steagul Roșu Sofia | 1 – 1   | 1 – 1    | 1 – 0 |

### Turul I
| Celtic FC Glasgow              | 3 – 1   | VTJ Dukla Praga |
| ------------------------------ | ------- | --------------- |
| Johnstone 27' Wallace 59', 65' | Detalii | Štrunc 44'      |

| FC Internazionale Milano | 1 – 1   | ȚSKA Steagul Roșu Sofia |
| ------------------------ | ------- | ----------------------- |
| Facchetti 45'            | Detalii | Țanev 66'               |

### Turul II
| VTJ Dukla Praga | 0 – 0   | Celtic FC Glasgow |
| --------------- | ------- | ----------------- |
|                 | Detalii |                   |

Celtic FC Glasgow s-a calificat cu scorul general 3–1.
| ȚSKA Steagul Roșu Sofia | 1 – 0   | FC Internazionale Milano |
| ----------------------- | ------- | ------------------------ |
| Radlev 78'              | Detalii | Facchetti 62'            |

La scorul general 2-2 s-a disputat un meci de baraj.

### Baraj
| FC Internazionale Milano | 1 – 1   | ȚSKA Steagul Roșu Sofia |
| ------------------------ | ------- | ----------------------- |
| Cappellini 45'           | Detalii |                         |

FC Internazionale Milano s-a calificat.

## Finala
| Celtic FC Glasgow | Celtic FC Glasgow | FC Internazionale Milano | FC Internazionale Milano | Așezarea echipelor                                                   |
| | \| Finala \| \| 25 mai 1967, ora 18:00 la Lisabona (Estádio Nacional) \| \| Scor: 2:1 (0:1) \| \| Spectatori: 45.000 \| \| Arbitru: Kurt Tschenscher (Germania) \| \| Detalii \|                                                       | \| Finala \| \| 25 mai 1967, ora 18:00 la Lisabona (Estádio Nacional) \| \| Scor: 2:1 (0:1) \| \| Spectatori: 45.000 \| \| Arbitru: Kurt Tschenscher (Germania) \| \| Detalii \| |                          | Așezarea echipelor Celtic FC Glasgow versus FC Internazionale Milano |
| Ronnie Simpson – James Craig, Tommy Gemmell – Bobby Murdoch, Billy McNeill , John Clark – Jimmy Johnstone, William Wallace, Stevie Chalmers, Bertie Auld, Bobby Lennox Antrenor: Jock Stein | Giuliano Sarti – Tarcisio Burgnich, Giacinto Facchetti – Gianfranco Bedin, Aristide Guarneri, Armando Picchi – Angelo Domenghini, Sandro Mazzola, Renato Cappellini, Mauro Bicicli, Mario Corso Antrenor: Helenio Herrera ( Argentina) | |                          | Așezarea echipelor Celtic FC Glasgow versus FC Internazionale Milano |
| 1:1 Tommy Gemmell (63) 2:1 Stevie Chalmers (84) | 0:1 Sandro Mazzola (6, penalty) | |                          | Așezarea echipelor Celtic FC Glasgow versus FC Internazionale Milano |
| Finala | | |                          |                                                                      |
| 25 mai 1967, ora 18:00 la Lisabona (Estádio Nacional) | | |                          |                                                                      |
| Scor: 2:1 (0:1) | | |                          |                                                                      |
| Spectatori: 45.000 | | |                          |                                                                      |
| Arbitru: Kurt Tschenscher (Germania) | | |                          |                                                                      |
| Detalii | | |                          |                                                                      |

## Golgheteri
6 goluri
- Jürgen Piepenburg (ZSK Vorwärts Berlin)
- Paul Van Himst (RSC Anderlecht Bruxelles)

5 goluri
- Stevie Chalmers (Celtic FC Glasgow)
- Ernest Pol (KS Górnik Zabrze)
- Arthur Thomas (Linfield FC Belfast)